# Boulouparis
Boulouparis (pronuncia francese: [bulupa'ʁi]; in xârâcùù: Berepwari) è un comune della Nuova Caledonia nella Provincia del Sud. È uno dei più estesi comuni francesi.